# Éliot Grondin
Éliot Grondin (* 19. April 2001 in Sainte-Marie) ist ein kanadischer Snowboarder. Er startet im Snowboardcross.

## Werdegang
Grondin errang bei den Juniorenweltmeisterschaften 2017 in Klinovec den siebten Platz. Sein Debüt im Snowboard-Weltcup hatte er im September 2017 in Cerro Catedral, das er auf den 45. und 39. Platz beendete. Bei den Olympischen Winterspielen 2018 in Pyeongchang kam er auf den 36. Platz und bei den Snowboard-Weltmeisterschaften 2019 in Park City auf den 27. Platz im Einzel und auf den zehnten Rang im Team-Wettbewerb.
Im März 2018 wurde er kanadischer Juniorenmeister im Snowboardcross und holte im August 2018 bei den Juniorenweltmeisterschaften in Cardrona die Silbermedaille. Anfang April 2019 gewann er bei den Juniorenweltmeisterschaften auf der Reiteralm erneut die Silbermedaille und errang dort zudem den zehnten Platz im Team-Wettbewerb. In der Saison 2019/20 kam er bei fünf Weltcupteilnahmen, viermal unter die ersten Zehn. Dabei erreichte er in Big White mit dem zweiten Platz seine erste Podestplatzierung im Weltcup und zum Saisonende den siebten Platz im Snowboardcross-Weltcup. Nach Platz zwei in Chiesa in Valmalenco im Januar 2021 holte er in Bakuriani seinen ersten Weltcupsieg und errang zum Saisonende den zweiten Platz in der Gesamtwertung. Beim Saisonhöhepunkt, den Snowboard-Weltmeisterschaften belegte er im Februar 2021 in Idre (Schweden) den dritten Rang im Snowboardcross.

### Juniorenweltmeister Snowboardcross 2021
Bei den Juniorenweltmeisterschaften 2021 in Krasnojarsk gewann er die Goldmedaille. In der Saison 2021/22 kam er mit je einen dritten, zweiten und ersten Platz auf den vierten Platz im Snowboardcross-Weltcup. Bei den Olympischen Winterspielen 2022 in Peking gewann er zusammen mit Meryeta Odine die Bronzemedaille im Teamwettbewerb und die Silbermedaille im Einzel.
Im Februar 2025 gewann der 23-Jährige den Snowboardcross-Weltcup im chinesischen Beidahu.
Grondin nahm bisher an 66 Weltcups teil und belegte dabei 44-mal eine Top-Zehn-Platzierung (Stand: Saisonende 2024/25).

## Teilnahmen an Weltmeisterschaften und Olympischen Winterspielen

### Olympische Winterspiele
- 2018 Pyeongchang: 36. Platz Snowboardcross
- 2022 Peking: 2. Platz Snowboardcross, 3. Platz Snowboardcross Team

### Snowboard-Weltmeisterschaften
- 2019 Park City: 10. Platz Snowboardcross Team, 27. Platz Snowboardcross
- 2021 Idre: 3. Platz Snowboardcross, 13. Platz Snowboardcross Team
- 2023 Bakuriani: 5. Platz Snowboardcross Team, 9. Platz Snowboardcross
- 2025 Engadin: 1. Platz Snowboardcross, 13. Platz Snowboardcross Team

## Weltcupsiege und Weltcup-Gesamtplatzierungen

### Weltcupsiege
| Nr. | Datum            | Ort               |
| --- | ---------------- | ----------------- |
| 1.  | 4. März 2021     | Bakuriani         |
| 2.  | 20. März 2022    | Veysonnaz         |
| 3.  | 25. März 2023    | Mont Sainte-Anne  |
| 4.  | 3. Dezember 2023 | Les Deux Alpes    |
| 5.  | 26. Januar 2024  | St. Moritz        |
| 6.  | 3. Februar 2024  | Gudauri           |
| 7.  | 4. Februar 2024  | Gudauri           |
| 8.  | 9. März 2024     | Cortina d’Ampezzo |
| 9.  | 23. März 2024    | Mont Sainte-Anne  |
| 10. | 24. März 2024    | Mont Sainte-Anne  |
| 11. | 1. Februar 2025  | Beidahu           |
| 12. | 2. Februar 2025  | Beidahu           |
| 13. | 6. April 2025    | Mont Sainte-Anne  |

### Weltcup-Gesamtplatzierungen
| Saison  | Punkte | Platz |
| ------- | ------ | ----- |
| 2017/18 | 757,1  | 37.   |
| 2018/19 | 688,3  | 25.   |
| 2019/20 | 2070   | 7.    |
| 2020/21 | 304    | 2.    |
| 2021/22 | 347    | 4.    |
| 2022/23 | 399    | 3.    |
| 2023/24 | 952    | 1.    |
| 2024/25 | 684    | 1.    |